# التهاب دواعم السن
أمراض دواعم السن (بالإنجليزية: Periodontal diseases) مجموعة من الالتهابات التي تؤثر على دواعم السن؛ النسيج الداعم المحيط بالأسنان. تتضمن هذه الالتهابات خسارة تدريجية في العظم السنخي المحيط بالأسنان، وإذا لم تُعالج قد تؤدي إلى تساقط الأسنان المتلاحق. تتسبب الكائنات الحية الدقيقة التي تتواجد وتنمو على سطح الأسنان، بالإضافة إلى الاستجابة المناعية العنيفة ضد هذه الكائنات الحية الدقيقة بهذه الالتهابات. تُشخص التهابات دواعم السن بفحص أنسجة اللثة الناعمة باستخدام المسبار (الفحص السريري) وتقييم الأشعة السينية الخاصة بالمريض (الفحص الاشعاعي) لتحديد مقدار الخسارة في العظم المحيط بالأسنان. المختص في علاج الأمراض والتهابات دواعم السن يطلق عليه اسم أخصائي أمراض دواعم السن، ويطلق على مجال عمله طب دواعم السن.

## مدخل
قبل الخوض في تعريف أمراض النسج الداعمة يستوجب علينا معرفة بعض المصطلحات والمفاهيم:

### المسافة الحيوية
المسافة الحيونية (بالإنكليزية: Biological width) هي المسافة ما بين قاع الميزاب اللثوي وقمة العظم السنخي
هذه المسافة تتألف من 2 أجزاء:
- 1.07 ملم ظهارة موصلة
- 1.97 ملم الارتباط الضام

نذكر هذا المفهوم هنا لأن هذه المسافة ثابتة ولا تتغير مهما كان مستوى العظم، ولذلك فإذا صار وحصل لدينا امتصاص عظمي لسبب ما - كما في التهاب النسج الداعمة مثلا - فإن الحافة اللثوية سوف -تتراجع- تابعة بذلك التراجع العظمي. نقصد بالتراجع اللثوي: أي أنه سوف يظهر للمريض جزء أكبر من سطح السن لانكشاف جزء من الجذر كان مغروسا سابقا في العظم ومغطى باللثة

### الارتباط البشري
الارتباط البشري (بالإنكليزية: epithelial attachement) هو نوع من الارتباط ما بين الخلايا البشرية للثة الحرة وسطح السن، هذا الارتباط يكون في قاع الميزاب اللثوي بين بشرة عمق الميزاب وسطح السن، بالمجهر الإلكتروني نجده مؤلفا من صفيحتين نيرتين lamina lucida وصفيحة عاتمة lamina densa بالإضافة لأجسام الاتصال نصفية Hemidesmosomes عرض هذا الارتباط 1 ملم كما أسلفنا.
أهميته في السياق تنبع من أن مستواه يعد المعيار المستخدم في التعبير عن خسارة العظم السنخي، إذ كما أسلفنا في حالة الامتصاص العظمي يحدث تراجع للثة، والتراجع للثة يعني هجرة هذا الارتباط في الاتجاه الذروي، وهذه الهجرة ونظرا لإمكان قياسها بواسطة المسبر اللثوي Periodontal probe فقد اعتُمدت المؤشر على درجة الامتصاص العظمي
في النهاية: إن مستوى الارتباط البشري Attachement level هو المحدد لدرجة شدة الإصابة الداعمة

### الجيب اللثوي
الجيب اللثوي (بالإنكليزية: Periodontal Pocket) هو حالة مرضية - أي أنه لا يتواجد في الحالة الفيزيولوجية الصحية، تتظاهر بتشكل فراغ جيبي الشكل ما بين اللثة وسطح السن في حال الإصابة بالتهاب نسج داعمة، وذلك لأن الارتباط البشري يبدأ بالهجرة ذرويا ملاحقا العظم السنخي مع بقاء مستوى اللثة في مكانه ظاهريا - بفعل النتحة الالتهابية والنسج الحبيبية الموجودة - مما يؤدي لتشكل هذا الجيب والذي يكون موقعا مثاليا لتراكم اللويحة الجرثومية - لصعوبة التنظيف داخله خصوصا كلما ازداد عمقا، كما أنه يوفر بيئة فقيرة بالأوكسجين تساعد على نمو البكتيرات اللا هوائية Anaerobics ذات الفوعة الامراضية الأعتى مسرعا بذلك وتيرة الإصابة الداعمة، ولذلك يعتبر القضاء على كل الجيوب اللثوية هدفا أساسيا من أهداف المعالجة لالتهابات النسج الداعمة

## تعريف مرض النسيج الداعم
(اختصار المرض الداعم) المرض الداعم هو اصابة التهابية تصيب أحد أو كل مكونات هذا النسيج (اللثة، الرباط السني السنخي، الملاط الجذري، العظم السنخي)، هذا المرض يمكنه أن يتطور بصيغة مزمنة Chronic ويظل غير ملاحظ لسنوات عدة لدى مريض، كما يمكنه أيضا أن يتطور تطورًا عنيفًا، ويؤدي في كل الحالتين إلى خسارة تدريجية في العظم السنخي - بآلية الامتصاص - ويتبعه تراجع تال لمستوى اللثة ونقص في الدعم العظمي لجذر السن، يؤدي هذا التطور إن استمر لخسارة السن في النهاية وذلك لامتصاص السنخ الذي كان منغرسا فيه.
مصطلح المرض الداعم يشمل كلا من: التهاب اللثة، والتهاب النسج الداعمة

### التهاب اللثة
التهاب اللثة (بالإنكليزية: Gingivitis) هنا القسم المصاب هو القسم السطحي من النسيج - الجهاز - الداعم، أي اللثة فقط كما هو واضح من اسمه، التهاب اللثة لا يترافق في خسارة في الارتباط البشري أو امتصاص عظمي لاحق، ولذلك فهو ردود.

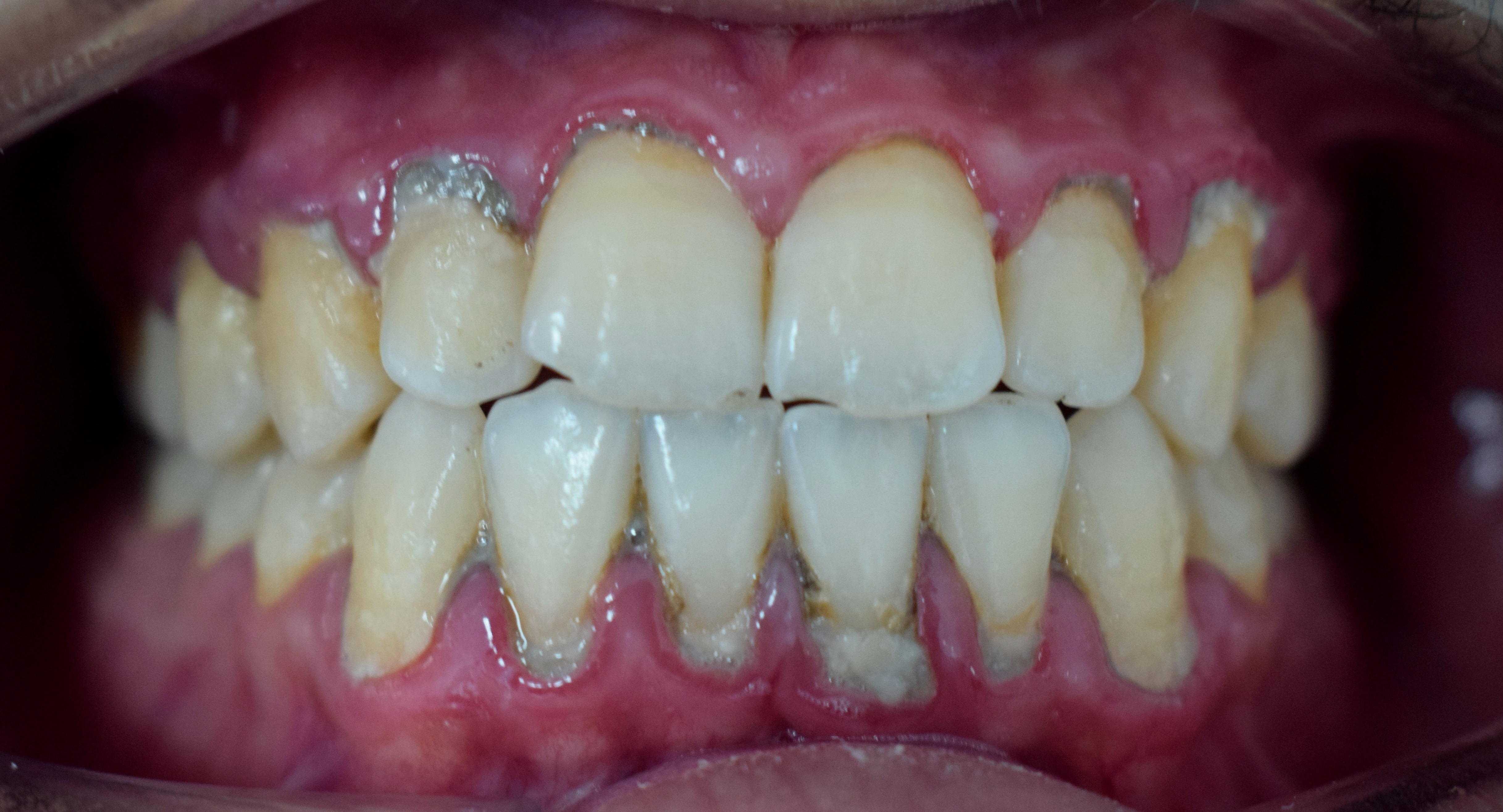
التهاب الأنسجة الداعمة للأسنان

### التهاب الأنسجة الداعمة
أما في التهاب الأنسجة الداعمة (بالإنكليزية: Periodontitis) فالالتهاب يشمل كلا من القسمين السطحي والعميق، ويترافق بخسارة في الارتباط attachement loss، وبامتصاص عظمي alveolar bone resorption، وتشكل جيوب لثوية Periodontal Pockets، زيادة في حركة الأسنان tooth mobility، وينتهي في المراحل المتقدمة بخسارة السن، لا يوجد حتى الآن وسيلة لإعادة العظم السنخي الممتص إلا في حالات محدودة وفي شروط خاصة، ومن هنا تأتي الأهمية الشديدة للوقاية من التهابات النسج الداعمة.

## التصنيف
حُددت سبع فئات رئيسية في نظام تصنيف عام 1999 لحالات وأمراض دواعم السّن ووُصفت الحالة الثانية والسادسة بحالات مدمِّرة لأن الضرر الناتج عنها لا يمكن إصلاحه، والحالات السبع كالآتي:
1. التهاب اللثة
2. التهاب دواعم السّن المزمن
3. التهاب دواعم السّن الشديد
4. التهاب دواعم السّن كظاهر لمرض مجموعي
5. التهاب اللثة ودواعم السّن التقرحي الناخر
6. خراجات من دواعم السّن
7. آفات من دواعم السّن ولب السّن مجتمعة

المصطلحات التي تعبر عن مدى وشدّة أمراض دواعم السن أُلحقت بالشروط التي ذُكرت في الأعلى لتحديد التشخيص المناسب لمريض أو مجموعة من المرضى.

### المدى
امتداد المرض يعتمد على نسبة الأسنان المتأثرة بالمرض حسب شروط النسبة المئوية للموقع، ويمكن تعريف المواقع بأنها المناطق التي تُرصد مقاييس السبر لكل سن حولها، ويمكن تحديد هذه المواقع لكل سن بستة مواقع، كالتالي:
1. mesiobuccal.إنّسِيّ شِدْقِيّ
2. midbuccal.متوسّط شِدْقِيّ
3. distobuccal.شِدْقِيٌّ وَحْشِيّ
4. mesiolingual.إِنْسِيٌّ لِسانِيّ
5. midlingual.متوسّط لِسانِيّ
6. distolingual. لِسانِيّ وحشيّ

إذا كان 30% من المواقع متأثراً، إذا يمكن وصفه بأنه «موضعيّ»، أما إذا كان أكثر من 30% فيوصف ب«معمّم».

### الخطورة والحدة
ترجع حدة وخطورة الأمراض إلى كمية ألياف أربطة دواعم السن المفقودة، «فقدان المرتكزات السريري»، تبعاً للأكاديمية الأمريكية لطب دواعم السّن، يمكن تصنيف الحدة والخطورة كالتالي:
- خفيف: (1-2 مم)، (0.039-0.079 إنش) من فقدان المرتكزات
- معتدل: (3-4مم) (0.12-0.16 إنش) من فقدان المرتكزات
- حاد: أكثر من 5مم (0.20 إنش) من فقدان المرتكزات

### العلامات والأعراض

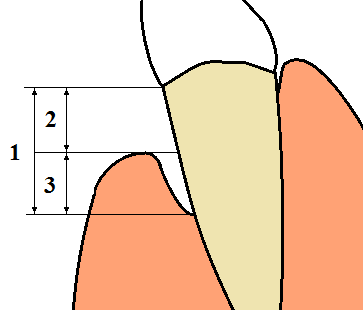
1: مجموع الخسارة في المرتكزات هو مجموع 2: انحسار اللثة و3: عمق السبر

في المراحل المبكرة من أمراض دواعم السن، تكون العلامات والأعراض قليلة جدا، ولدى غالب المرضى تطوّر المرض تطورًا كبيرًا قبل مراجعة الطبيب لاكتشاف المرض ومباشرة العلاج.
الأعراض:
1. إحمرار ونزيف في اللثة خلال تنظيف الأسنان، أو عند استخدام الخيط السنّي، أو قضم الأطعمة الصلبة كالتفّاح (ويمكن حدوث النزيف بسبب التهابات اللثة دون وجود فقدان في المرتكزات السّنيّة)
2. تورّم اللّثة المتكرّر
3. بصق الدم من الفم بعد تنظيف الأسنان
4. الرائحة الكريهة للفم والنّفس، والطعم المعدني المتكرّر بالفم
5. انحسار اللّثة، مما يزيد من طول الأسنان زيادة ملحوظة (قد يحدث أيضا بسبب تنظيف الأسنان تنظيفًا عنيفًا باستخدام فرشاة أسنان صلبة)
6. جيوب عميقة بين الأسنان واللّثة (الجيوب هي المواقع التي دُمر الاتصال بين السن واللثة فيها تدريجيًا بالإنزيمات المدمّرة للكولاجين)
7. أسنان مقلقلة، ويحدث ذلك في المراحل الأخيرة وقد يحدث لأسباب أخرى.

يجب توعية المرضى بأن التهابات اللّثة وتخرّب العظام غير مؤلمة، لأن المريض قد يعتقد أن النزيف بلا ألم بعد تنظيف الأسنان هو أمر غير مهم، مع أنه قد يكون علامة أو عرض من أعراض أمراض دواعم السّن.

### الأثر خارج الفم
أمراض والتهابات دواعم السن تعمل على زيادة الالتهابات في جميع أجزاء الجسم، كالتي يشار إليها عند زيادة مستوى بروتين سي التفاعلي وانترلوكين6. وتُربط من خلال هذا لزيادة خطر التعرض لسكتة، احتشاء عضلة القلب والإصابة بالتّصلّب العصيدي وأيضا رُبط خلال الستين عاما من العمر بضعف الذاكرة وتأخّر بالمهارات الحسابية. معدّل إصابة الأشخاص المصابين باعتلال السكر الصائم ومرض السّكّري بأمراض والتهابات دواعم السّن أعلى من الأشخاص السليمين، وفي الغالب يواجهون صعوبات في موازنة نسبة الغلوكوز في الدم بسبب حالة الالتهابات المستمرة، بسبب التهابات دواعم السّن. وأظهرت دراسة حديثة وجود ارتباط وبائي بين الإصابة بالتهابات دواعم السن المزمنة وعدم القدرة على الانتصاب، ولكن لم تُثبت بعد.

## الأسباب
أمراض دواعم السّن التهابات في دواعم السّن (النسيج المحيط بالسّن)، وتتكون دواعم السّن من
أربعة أنسجة:
1. اللّثة
2. الملاط، الطبقة الخارجية من جذر السّن
3. العظم السّنخي، المآخذ السّنيّة التي يثبّت فيها السّن
4. أربطة دواعم السّن، وهي الأنسجة الضّامة بين الملاط والعظم السّنخيّ

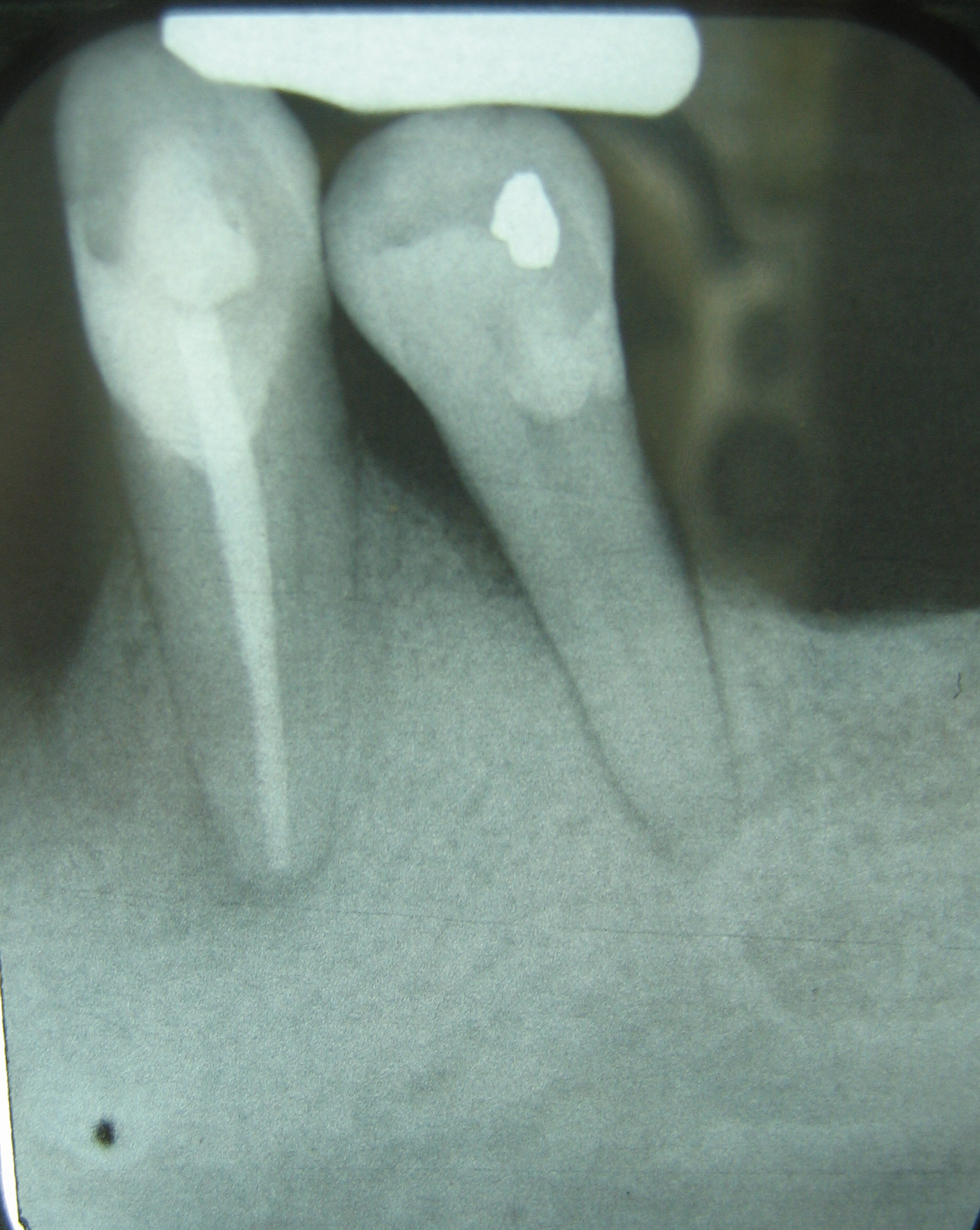
تظهر صورة الأشعة السينية اثنين من أسنان الفك السفلي، السّن الضّاحك الأوّلي، والسّن النّابيّ، تظهر فقدان شديد في العظام نحو 30-50% اتّساع أربطة دواعم السّن المحيطة بالسّن الضّاحك بسبب رضخ إطباقي ثانوي

المسبّب الرئيسي لالتهابات اللّثة هو عدم الاهتمام بالنظافة الفموية وصحة الفم أو التنظيف الخاطئ، مما يؤدي إلى تراكم الفطريات ومصفوفة بكتيرية عند خط اللثة، تدعى لويحة سنّيّة. من المسبّبات أيضا سوء التغذية والمسائل الطبية كالإصابة بمرض السّكري حيث على مرضى السّكري أن يكونوا دقيقين وملتزمين بالرعاية المنزلية الخاصة بهم للسيطرة على أمراض دواعم السّن. وافقت منظمة الغذاء والدواء في الولايات المتحدة الأمريكية على فحوصات وخز الأصبع جديدة لاستخدامها في عيادات طب الأسنان لفحص المرضى والتعرّف على العناصر المساهمة في أمراض اللّثة، مثل السّكريّ.
لدى بعض الأشخاص تتطور أمراض والتهابات اللّثة لأمراض دواعم السّن ويصاحب ذلك تدمير في ألياف اللّثة. وتسمى أنسجة اللّثة التي تفصل بين الأسنان والتَّلَم العميق جيبة دواعم السّن. الكائنات الحية الدقيقة الموجودة أسفل خط اللّثة، تستعمر هذه الجيوب وتؤدي إلى المزيد من الالتهابات بأنسجة اللّثة بالإضافة إلى خسارة العظم المتدرجة. ومن الأمثلة على المسببات الثانوية ما يسبب تراكمات ميكروبية للويحات مثل، بقايا الحشوات وقرب الجذور.

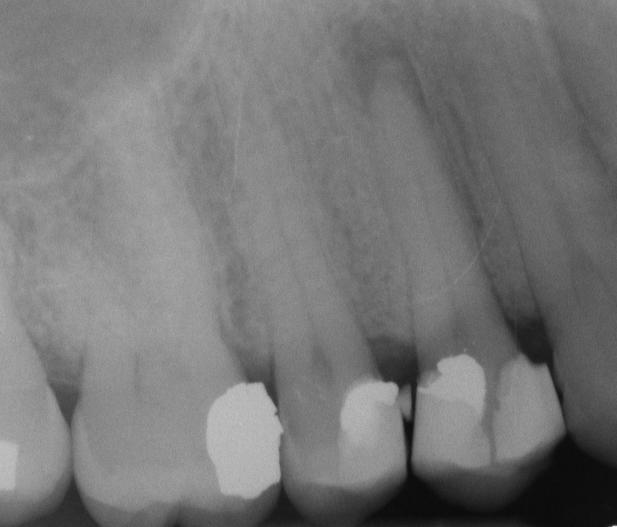
الزائد من حشوات الأسنان الخارجة عن الحدود الطبيعية للسّن، كالظاهر في الصورة، تسمى بقايا الحشوات، التي تسبب تجمّع عدد كبير من اللّويحات الميكروبية مما يؤدّي إلى التهاب دواعم سن موضعي

التدخين أيضا أحد العوامل التي تزيد من الإصابة بأمراض دواعم السّن، بطريقة مباشرة وغير مباشرة ويمكن أن يتداخل أو يؤثر سلبا على العلاج.
متلازمة اهلرزس-دانلوس هي أحد عوامل الخطر، ومتلازمة بابيلون-لوفيفر المعروفة بتَقَرُّنُ جِلْدِ الرَّاحَةِ والأخْمَصِ المُنْتَشِر. إذا تركت بدون عائق، غالبا ما تتحول اللويحات الميكروبية إلى التلم الذي يسمى عادة الجير، التلم المتواجد فوق وأسفل خط اللّثة يجب أن تُزال عند اختصاصي حفظ صحّة الأسنان أو عند طبيب الأسنان لمعالجة التهاب اللّثة أو التهابات دواعم السّن. بالرّغم من أن المسبب الرئيسي لهذه الأمراض هو اللويحات الملتصقة على سطح السّن، إلا أنه هناك عدة عوامل تؤثر، وأهمها قابلية الجين للإصابة بالأمراض. العديد من الحالات والأمراض، بما فيها متلازمة داون والسّكري، وغيره من الحالات التي تؤثر في مقاومة الفرد للالتهابات، تزيد من قابلية اصابة الشخص بأمراض دواعم السّن.
وعامل آخر مهم يجعل دراسة أمراض دواعم السّن صعبة هو أن ردة فعل الشخص المصاب تؤثّر في ارتشاف العظم السّنخيّ، وردة فعل المصاب للبكتيريا الفطرية غالبا ما تُحدد عن طريق الجينات، إلا أن تطور الجهاز المناعي له دور في قابلية الجسم للإصابة بالمرض. أظهرت الأبحاث أن أمراض دواعم السّن قد تكون مرتبطة بالتوتر الشديد.
التهاب اللثة يحدث في كثير من الأحيان في الناس من الطرف الأدنى من حجم السلم الاجتماعي الاقتصادي من الناس من النهاية العلوية من السلم الاجتماعي الاقتصادي.

## الآلية

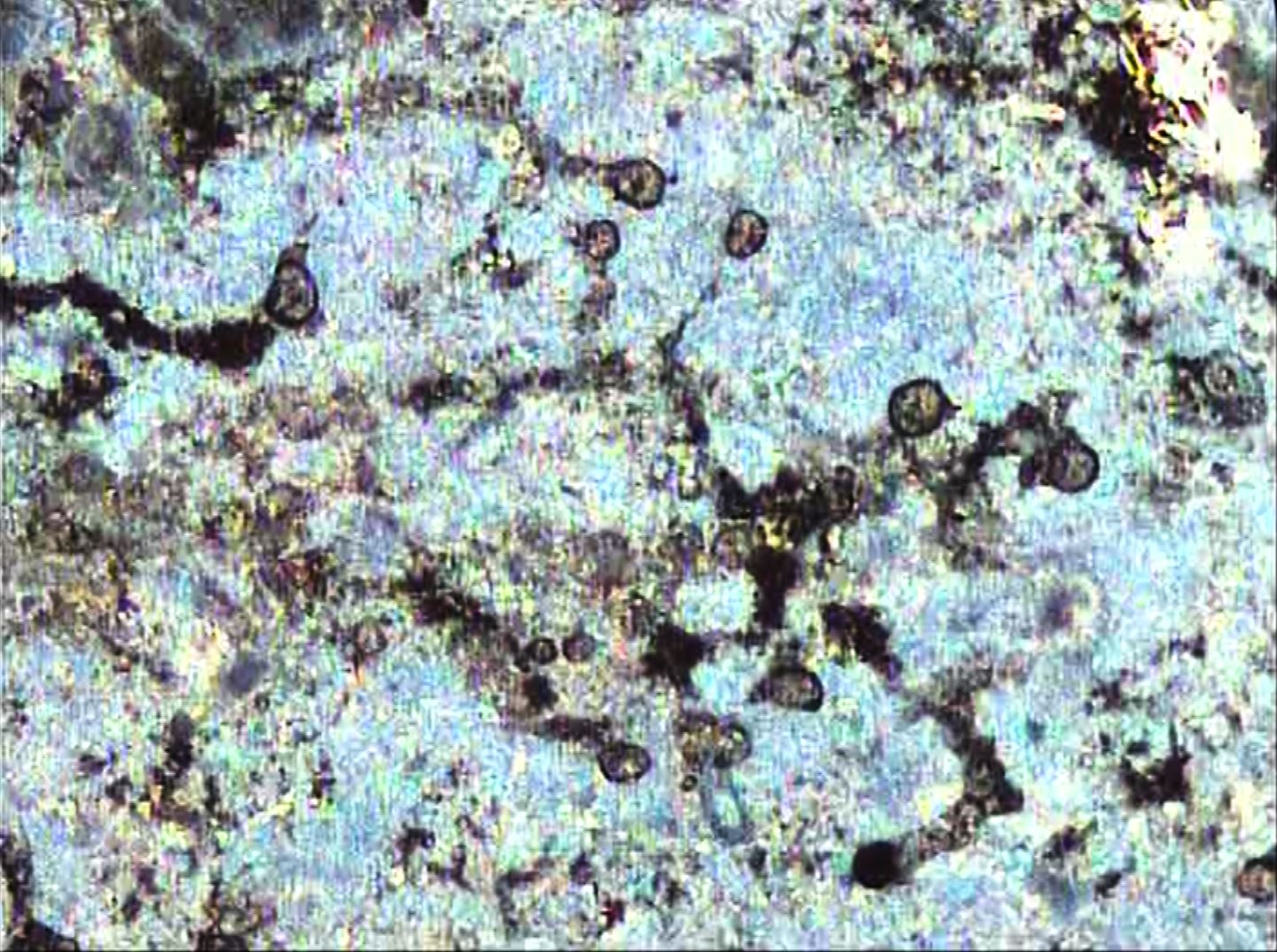
صورة بيوفيلم لمصاب في التهاب دواعم السّن المزمن مع صورة ميكروسكوبية باستخدام تكبير *100 على جبل لعابي. تبيّن 20 شيء بيضاوي أسود التي تشهد على وجود الأميبات وتشكّل قنواتها الحركية على وشك الإزاحة. استخدام تكبير *1000 سيؤكد التشخيص.

طريقة جديدة في التفكير ظهرت في بداية القرن العشرين 1900، والتي اقترحت بعد عمل فحص ميكروبي للبيوفيلم (وهو طبقة رقيقة للبكتيريا الملتصقة بالسطح)، وجود ارتباط بين وجود الأميبا المتحولة اللّثوية ووجود أمراض دواعم السّن والتي أطلق عليها فيما بعد تقرّح دواعم السّن. وقد تمّ تسليط الضوء على هذه الفكرة بعد نصف قرن وتأكيدها من خلال إظهار أن البيوفيلم الخاص بالصحة اللّثوية يتألف في معظمه من البظتيريا غير المتحركة، أمّا التهاب اللّثة يتألف في معظمه من بظتيريا PMN متحركة على شكل عصيّات، وحليزنات وضمّات غير راصّة، ويرافقه عدد كبير من كريات الدم البيض.
وفي النهاية، فإن أمراض دواعم السّن تنتج من حالة بكتيرية مشابهة بالإضافة للوجود المطلق لبكتيريا الأوالي المتحولة اللّثوية، تردد أقل لبكتيريا القضيم المشعرة وأعداد أكبر الأشكال المأطورة (للكريات البيض غير الناضجة).
طُبقت هذه النظرية بالثمانينات على يد طبيب أسنان كندي للتأكيد على إمكانية العلاج من أمراض دواعم السّن عن طريق الإعادة، عن طريق النظافة، المستحضرات الصيدلانية ومرحلة الرصد المجهري، مجموعة متعايشة من البكتيريا البسيطة كروية الشكل (بيوفيلم)، الخيوط غير المتحركة وغياب كريات الدم البيضاء. اُكد مؤخرًا هذا الترابط الميكروسكوبي عن طريق سلسة تفاعلات البوليميراز وتحليل البيولوجيا الجزيئية التي ربطت وجود الأوالي في حال نشاط أمراض دواعم السّن، وعدمه في حال اللّثة السليمة، حتى في المناطق الموضعية في فم الإنسان. واقتُرح هذه التقنية ضد الطفيليات كطريقة فعّآلة لعلاج أمراض دواعم السّن. ويستند أساسا هذا البروتوكول الطبي على عملية بلعمة نواة كريات الدم البيضاء المحبّبة متغايرة الحبيبات، عن طريق الأميبا وخلية ناتجة منزوعة النواة تقوم بإراقة إنزيماتها المحللة على الأنسجة المحيطة كما يجري في خراج الكبد الأميبي كاشفا عن ممرض المتحوّلة الحالّة للنُّسج في الزّحار الأميبي. هذا العلاج خاصة لديه ميزة القضاء على البكتيريا المسببة للأمراض والأواليّ الحيواني، إذا أُخذها عالأقل طبيب exonucleophagy الأسنان والمريض بعين النظر وسيلة سهلة لتصور الهدف المجهري. عملية البلعمة هذه التي أطلق عليها حديثا اسم
Peri-implantitisقد تساهم في تدهور جهاز المناعة في أعماق جيوب دواعم السّن، وقد تكون موجودة في شبه التهابات
الوجود المنهجي للأوالي الحيوانية والسنادة المنحسرة لخلايا الشبح معفاة النواة سيضعف كريات الدم البيضاء متعددة النواة لتطلق مصائد كريات الدم البيضاء العدلة الدفاعية خارج الخلية، البيانات الأولى على مثل هذا العلاج ضد الطفيليات تبدو فعالة للشفاء من تلم دواعم السّن.

## الوقاية
إجراءات النظافة الفموية اليومية تعمل على الوقاية من أمراض دواعم السّن، والتي تشتمل على:
1. تنظيف الأسنان يوميًا على الأقل مرتين يوميا وبطريقة صحيحة، وعلى الشخص محاولة توجيه شعيرات فرشاة الأسنان تحت خط اللّثة مما يساعد على إعاقة نمو البكتيريا الفطرية وتشكّل اللّويحات تحت اللّثة.
2. استخدام فرشاة الأسنان والخيط إذا كانت المساحة بين الأسنان كافية، والتنظيف خلف السّن الأخير، وطاحونة العقل في كل ربع.
3. استخدام غسول الفم المطهّر: الكلورهيكسيدين القائم على الغلوكونات مع نظافة الفم الحذرة قد يعالج التهابات اللّثة، على الرغم من أنها لا تستطيع إعادة أي خسارة في المرتكزات بسبب أمراض دواعم السّن.
4. استخدام الأطباق السنيّة للحفاظ على استخدام الأدوية التي وصفها الطبيب في موقع وجود المرض، حيث تساهم هذه الأطباق على إبقاء الدواء في المكان لفترة زمنية كافية له لاختراق الأغشية الحيوية حيث عُثر على الكائنات الدقيقة.
5. مراجعة طبيب الأسنان دوريًا للتأكد من صحة الأسنان وتنظيف الأسنان بالطريقة الصحيحة: فحوصات الأسنان تعمل على مراقبة النظافة الصحية الفموية للشخص ومستويات المرتكزات حول الأسنان، وتحديد أي أعراض مبكرة للإصابة بأمراض دواعم السّن، ومراقبة الاستجابة للعلاج.
6. Commensal health flora6.التقييم المجهري للبيوفيلم قد يكون بمثابة دليل لاستعادة صحة

يستخدم أطباء الأسنان أدوات خاصة لتنظيف الأسنان أسفل خط اللّثة وإيقاف نمو اللويحات أسفل خط اللثة. هذا العلاج مسجّل للوقاية من أي تطوّر في أمراض دواعم السّن. أظهرت دراسات أن بعد تنظيف الأسنان بهذه الطريقة (تنضير دواعم السّن)، فإن اللّويحات الميكروبية تنمو مرة أخرى لنفس المستويات السابقة لتنظيفها بعد مدة ثلاثة إلى أربعة أشهر. ومع ذلك فإن الاستقرار الدائم لحالة دواعم السّن للمريض تعتمد اعتمادًا كبيرًا، إن لم يكن في المقام الأول، على النظافة الفموية والرعاية الصحية الفموية للمريض في المنزل وكذلك أثناء التنقّل. بدون نظافة الفم اليومية، لن يتغلب على أمراض دواعم السّن، وخاصة إذا كان للمريض تاريخ من أمراض دواعم السّن واسعة النطاق.
ترتبط أمراض دواعم السّن وفقدان الأسنان، مع زيادة خطر الإصابة بالسرطان وخاصة للمرضى الذكور.
من العوامل المساهمة بالإصابة بهذه الأمراض، استهلاك عالي للكحول أو حمية غذائية تنخفض فيها مضادات التأكسد.

## الإدارة

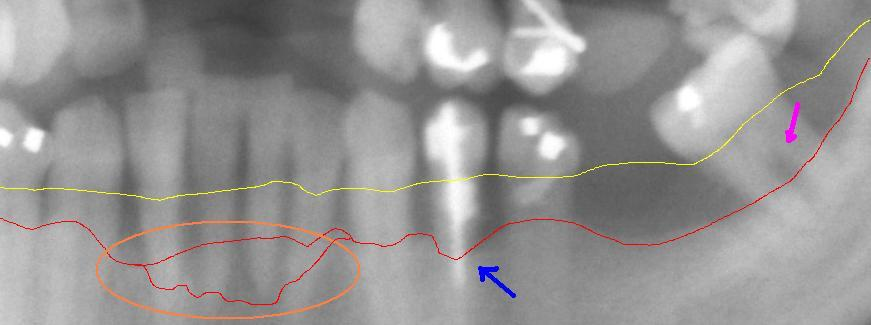
هذا الجزء من صورة الأشعة السينية لأسنان الفك السفلي في الربع الأيسر، يظهر فقدان شديد في العظام 30-80%. الخط الأحمر يصور مستوى العظم الموجود، والخط الأصفر يبيّن حيث تقع اللّثة أصلا (1-2 مم فوق العظام) قبل إصابة المريض بأمراض دواعم السّن. السّهم الوردي، على اليمين يشير إلى تورّط المنفرق أو فقدان كمية كافية من العظام لتظهر الموقع الذي تبدأ فيه جذور الطواحين بالتفرّع من جذع الجذر الواحد؛ وهذه إشارة لأمراض دواعم السّن المتقدمة. السّهم الأزرق في الوسط، يظهر ما يصل إلى 80% من فقدان عظام السّن 21، وسريريا هذا السّن التنقّل الإجمالي. وأخيرا الشكل البيضاوي الخوخي على اليسار، يسلّط الضوء على الطبيعة العدوانية لأمراض دواعم السّن التي تصيب القواطع السفلية. لأن جذورها عادة تكون قريبة جدا من بعضها البعض، مع حد أدنى من التلاصق العظمي، ولأن موقعها في الفم – حيث يكون التجمّع الأكبر لللويحات والتَّلَم بسبب تجمّع اللّعاب- الأسنان السفلية الأمامية تعاني بشكل كبير من أمراض دواعم السّن. الانقسام في اللون الأحمر يصوّر كثافة العظام التي تساهم في منطقة غامضة من ارتفاع العظم النهائي المتفاوت.

حجر الأساس في علاج أمراض دواعم السّن الناجح يبدأ من تأسيس نظافة فموية ممتازة، ويكون ذلك باستخدام فرشاة الأسنان مرتين يوميا واستعمال خيط الأسنان للتنظيف. أيضا استخدام فرشاة ما بين الأسنان مفيد (إذا كانت المساحة بين الأسنان تسمح بذلك)، إذا كانت المساحات بين الأسنان صغيرة، أعواد الأسنان مع شعيرات لينة مطاطية توفر تنظيفا يدويا ممتازا للأسنان. الأشخاص الذين يعانون من عدم القدرة على استخدام اليدين بمهارة وعدم القدرة على ضبطهما، مثل التهابات المفاصل، قد يجدو صعوبة في تنظيف الفم والأسنان، وقد يتطلب رعاية متقدمة وبشكل أكبر من السليمين وقد يتطلب استخدام فرشاة الأسنان الكهربائية. على الأشخاص المصابين بأمراض دواعم السن معرفة أن هذه الأمراض هي أمراض مزمنة وتتطلب رعاية متقدمة مدى الحياة لنظافة الفم ورعاية صحية دائمة لدى طبيب الأسنان أو طبيب دواعم السّن للحفاظ على الأسنان المتضررة.

### العلاج الأولي
إزالة اللويحات الجرثومية والتَلَم ضروري لإقامة صحة دواعم سنيّة ممتازة. الخطوة الأولى في علاج أمراض دواعم السّن تتضمن تنظيف غير جراحي تحت خط اللّثة مع إجراء ما يسمى التقليح والتنضير (إزالة المواد الغريبة والأنسجة الميتة). في الماضي، كان يستخدم التخطيط الجذري (إزالة الطبقة الملاطية والتَّلَم). ويشمل هذا الإجراء استخدام المجرفة المتخصصة لإزالة اللويحات والتَّلَم ميكانيكيا من أسفل خط اللّثة، وربما يتطلب ذلك زيارات متعددة وتخدير موضعي لاستكماله. بالإضافة إلى التقليح الأولي والتخطيط الجذري، قد يكون من الضروري ضبط الانسداد (اللدغة) لمنع القوة المفرطة على الأسنان التي خفضت دعم العظام. أيضا قد يكون من الضروري استكمال أي حاجات أخرى للأسنان مثل استبدال البقايا الخشنة للويحات، إغلاق أي فراغات بين الأسنان وأي متطلبات أخرى تُشخص في التقييم الأولي.

### إعادة التقييم
أظهرت دراسات سريرية متعددة أن التقليح الغير جراحي والتخطيط الجذري عادة هي طريق ناجحة إذا كانت جيوب الدواعم السنيّة سطحية (4-5مم، 0.16-0.20 إنش). طبيب الأسنان يجب أن يقوم بإعادة تقييم بعد أربع لست أسابيع من التقليح الأولي والتخطيط الجذري، لتحديد ما إذا كانت النظافة الفموية للمريض قد تحسّنت والالتهاب قد تراجع. يجب تجنّب السّبر في هذه الحالة، والتحليل عن طريق مؤشر اللّثة يجب أن يحدّد وجود الالتهاب من عدمه. إعادة التقييم الشهري لعلاج دواعم السّن يجب أن يتضمن مخططا لمراحل العلاج لبيان تقدّم ونجاح العلاج، ولمعرفة إذا كان يمكن التعرف على دورات أخرى من العلاج. إذا كان عمق الجيوب أكثر من 5-6مم (0.20-0.24 إنش) التي تبقى بعد العلاج الأولي، مع نزيف خلال السّبر، تشير إلى استمرار نشاط المرض ومن المحتمل جدا أنه سيؤدي إلى فقدان أكثر للعظام مع مرور الوقت. هذا صحيح خاصة في مواقع الطواحين عند المنفرق (المساحات بين الجذور) كُشفت.

### الجراحة
إذا كان العلاج بدون جراحة لم يتكلل بالنجاح في السيطرة على علامات نشاط المرض، اللجوء إلى جراحة دواعم السّن قد يكون ضروريا لايقاف تقدّم خسارة العظام وتجديد العظم المفقود إذا كان بالإمكان. تستخدم العديد من الطرق الجراحية مستخدمة لعلاج أمراض دواعم السّن المتقدمة، بما في ذلك التنضير المفتوح والجراحة العظمية، وكذلك تجديد الأنسجة وترقيع العظام. الهدف من جراحة دواعم السّن هو الوصول لإزالة التَّلَم إزالة نهائية والإدارة الجراحية للمخالفات العظمية التي نتجت من المرض للحد من الجيوب بقدر الإمكان. وقد أظهرت دراسات طويلة الأمد، من أمراض دواعم السّن المتوسطة إلى المتقدمة، الحالات المعالجة جراحيا معرّضة بشكل أقل لأي انهيار، وإذا اقتُرنت بالمعالجة الدورية لما بعد العلاج، تحقق نجاحا في وقف فقدان الأسنان لدى تقريبا 85% من المرضى.

## الوبائيات

الحياة المصححة باحتساب عدد العجز العام لأمراض اللثة لكل 100،000 نسمة في عام 2004(55)